# I just wanna be with you
I just wanna be with you – singiel szwedzkiego muzyka Bo Martina Erika Eriksona, tworzącego pod pseudonimem E-Type. Został wydany jako teledysk w 1997, będąc czwartym utworem z jego drugiego albumu – The Explorer (ang. Odkrywca).

## Powstanie i odbiór
Piosenka utrzymana jest w tanecznym klimacie eurodance. Została nagrana przy współpracy z piosenkarką Jessicą Folcer, ale w teledysku jej miejsce zajęła tancerka i piosenkarka Dee Demirbag. Współproducentem utworu był Kristian Lundin.
Utwór odniósł duży sukces w Europie, zajmując m.in. 10. miejsce na liście przebojów w Szwecji, 15. w Finlandii oraz 18. w podsumowaniu przebojów roku 1997 w Rumunii.
W kwietniu 2016 teledysk pojawił się na oficjalnym profilu E-Type'a w serwisie YouTube. Od tego czasu do końca maja 2023 został odtworzony ponad 10 mln razy, zyskując ponad 59 tys. pozytywnych ocen i 2079 kometarzy. 